# Рудольф, Иоганн Генрих
Иоганн Генрих Рудольф (нем. Johann Heinrich Rudolph, 1744 — 1809) — немецкий врач и ботаник, профессор естествознания, надворный советник (1798).

## Биография
Иоганн Генрих Рудольф родился в 1744 году.
Он был профессором естествознания в Лейпциге. 
Иоганн Генрих Рудольф умер в 1809 году.

## Научная деятельность
Иоганн Генрих Рудольф специализировался на семенных растениях.